# Difenilpiralină
Difenilpiralina este un antihistaminic H1 derivat de piperidină, care prezintă efecte anticolinergice. Este comercializată în unele țări din Europa pentru tratamentul alergiilor.